# Сукхотхай (аэропорт)
Аэропорт Сукхотай (тайск. ท่าอากาศยานสุโขทัย) (ИАТА: THS, ИКАО: VTPO) — небольшой аэропорт, расположенный в провинции Сукхотай на севере Таиланда.

## История
Строительство аэропорта 27 км (17 миль) к северу от города Сукхотхай в было начато в 1992 году, а 12 апреля 1996 года состоялось его торжественное открытие.

## Инфраструктура
Аэропорт Сукхотай расположен на высоте 55 м над уровнем моря и имеет лишь одну взлётно-посадочную полосу, длина которой составляет 2100 м (6900 футов).
Терминалы аэропорта расположены на открытом воздухе. Они построены в виде классических сиамских пагод, напоминающих о столице древнего государства, располагавшегося на территории современного Таиланда.
На полях вокруг аэропорта компанией «Bangkok Airways» выращивается специальный органический рис, который впоследствии подают на своих бортах.